# بخش فیژک
بخش فیژک (به فرانسوی: Arrondissement de Figeac) یک بخش در فرانسه است که در لو واقع شده‌است.